# Sadowie (Chwałowice)
Sadowie – część wsi Chwałowice w Polsce, położona w województwie świętokrzyskim, w powiecie pińczowskim, w gminie Pińczów.
W latach 1975–1998 Sadowie administracyjnie należało do województwa kieleckiego.

## Historia
Jako samodzielną wieś wymienia Sadowie Jan Długosz. W drugiej połowie XV wieku wieś posiadała  7 łanów kmiecych, dziesięciny płaciła prebendzie kieleckiej żydowskiej. Folwark duchowny   oddawał dziesięciny plebanowi w Kijach. Słownik geograficzny Królestwa Polskiego z roku 1889 wymienia Sadowie jako przyległość folwarku Chwałowice. 